# Црква Св. Јована Шангајског на Церу
Црква Св. Јована Шангајског на Церу је спомен – црква палим српским јунацима у Церској бици, посвећена је Светом Јовану Шангајском. Налази се на Липовим водама, у близини врха Цера. Њену градњу је започео протојереј Војислав Петровић уз благослов Његовог Преосвештенства Епископа шабачког Лаврентија. Припада Епархији шабачкој Српске православне цркве.
Црква је завршена 16. августа 2014. године. На стогодишњицу Церске битке, 19. августа 2014. године, у њој је Свету архијерејску литургију служио Патријарх српски Иринеј са Епископом шабачким Лаврентијем и свештенством шабачке цркве.